# Samurai Shodown! 2
Samurai Shodown! 2 (conhecido também por Samurai Spirits! 2 "サムライスピリッツ! 2" na versão japonesa; ou SS!2) é um jogo não-canônico da série Samurai Shodown, desenvolvida pela SNK. Ao contrário de seu predecessor, ele foi lançado para o sistema Neo-Geo Pocket Color, fazendo com que seus gráficos não sejam mais monocromáticos.
Foi desenvolvido como uma conversão do jogo Samurai Shodown: Warriors Rage e a quase todos os eventos da história, endings e cenas, são derivados de sua origem de arcade. Inesperadamente, o jogo acabou sendo uma re-edição robusta, com todos os personagens de SS:WR incluídos (exceto por Hanma Yagyu). Foi também re-adicionado dois personagens famosos da série que não estavam na versão do arcade: Charlotte e Jubei Yagyu.

## História
Já que o SS!2 é só uma conversão do jogo original, a história é a mesma.

## Jogabilidade
O jogo manteve-se muito original quanto sua versão do arcade, mantendo a maioria dos elementos da jogabilidade, poucamente modificados somente para funcionar em 2D. SNK teve, na época, mais tempo para desenvolver melhor o hardware da plataforma na qual o jogo foi lançado, fazendo-o com que tenha uma qualidade superior à Samurai Shodown!.
O sistema Slash" / "Bust" continuou presente, com todas as formas de todos os personagens e seus golpes (exceto por Yuga que na versão do arcade possui uma terceira forma, onde ele(a) era mais excisado(a)). Tal característica foi bastante impressionante, considerando a vasta lista de golpes dos persoangens e o fato de o NGBC só possuir 2 botões ao invés de 4. O "CD combo" original, primeiramente introduzido em Samurai Shodown IV, também permaneceu, mas foi bastante simplificado do sistema normal.
Sendo um jogo portátil, o modo de versus não era prioridade, então a SNK adicionou o modo "Coleção" para aumentar o tempo de uso do jogo pelo jogador. Isto veio na forma de cartas virtuais que podiam ser trocados com outras pessoas que possuíssem o jogo através da conexão dos sistemas. Existiam oito para cada personagem (quatro para a forma "Slash" e quatro para a "Bust"). Estas cartas possuiam duas características:
- Cada carta possuía uma parte diferente da arte, desenhada no estilo cartoon do jogo.
- Cada carta carregava um bônus que podia ser equipado nos personagens, e existiam quatro tipos de bônus:
  - Power Up - Aumentava o nível de dano feito pelos ataques do jogador.
  - Defense Up - Diminuía o dano recebido pelo jogador quando golpeado.
  - Special Move - Permitia ao jogador de executar um golpe especial que antes não era disponível para tal.
  - Power Up Special - Fazia com que um certo golpe do personagem tornasse mais forte, geralmente acompanhado de animações adicionais.

## Recepção na mídia
Samurai Shodown! 2 foi entusiasticamente "devorado" pelos fãs da série, ambos nos seus próprios méritos e pelo fato de ele ser o primeiro jogo novo que foi lançado para EUA desde Samurai Shodown IV. Os números exatos das suas vendas são desconhecidos mas o jogo foi um dos mais populares feitos para Neo-Geo Pocket Color. Alguns fãs o descreviam como o "melhor SS desde Samurai Shodown II".

## Elenco
- Asura
- Shiki
- Haohmaru
- Genjuro Kibagami
- Hanzo
- Galford D. Weller
- Ukyo Tachibana
- Jubei Yagyu
- Nakoruru
- Charlotte
- Rimururu
- Kazuki Kazama
- Sogetsu Kazama
- Taizan Morosumi
- Gandara (não selecionável)
- Yuga the Destroyer (não selecionável; chefe)